# ادبیات رنسانس
ادبیات رنسانس (انگلیسی: Renaissance literature) اشاره به یک دوره مشخص از ادبیات اروپا دارد که تحت تاثیر تمایلات فکری و فرهنگی مرتبط با رنسانس شکل گرفت. این جنبش ادبی به‌طور کلی از سده ۱۴ میلادی در ایتالیا به وجود آمد و تا سده ۱۶ در حالی که به جهان غرب در حال تَسری پیدا کردن بود ادامه یافت. شالوده این جنبش توسط اتخاذ یک فلسفه انسان‌گرا به همراه بهبود ادبیات کلاسیک دوران باستان در کنار گسترش چاپ در بخش دوم از سده ۱۵ میلادی قوام گرفت و شکوفا شد. در همان زمان نویسندگان ادبی ضمن الهام از رنسانس فَرَنگی این سبک هنری را در تِم و در اشکال ادبی به نمایش گذاشتند. جهان از دیدگاه انسان محورانه در نظر گرفته شد و ایده‌های افلاطونی را زنده کرد و تحت خدمت به مسیحیت قرار داد.